# Joey Mantia
Pour les articles homonymes, voir Mantia.
Joey Mantia, né le 7 février 1986 à Ocala en Floride, est un patineur de vitesse américain.

## Carrière
Il est médaillé de bronze en poursuite par équipe aux Jeux olympiques de 2022 à Pékin. Il est le compagnon de Hanne Desmet.
En 2023, il intègre le staff technique de l'équipe belge de patinage de vitesse sur piste courte comme assistant à l'entraîneur de l'équipe nationale Ingmar van Riel.

## Palmarès
- Jeux olympiques
  -   Médaille de bronze dans la poursuite par équipe aux Jeux olympiques de 2022 à Pékin[1]